# 千言勿語
《千言勿語》（英語：A Thousand Words）是一部2012年上映的美國喜劇電影。由拜恩·羅拔斯執導。主角為美國諧星艾迪·墨菲。故事講述口才伶俐、但會為了達成目的不惜造假的行銷員傑克，某天因為得罪心靈導師導致生命與魔法樹相互連結，必須在葉子全數掉落前找出解決方法，同時反思自己的發言。
電影發行後票房和口碑雙敗，本片還被知名影視評論網站爛番茄列入有史以來最差100部電影排行榜。

## 故事簡介
能說善道的傑克（艾迪·墨菲 飾）為了達到目的往往不惜任何代價。然而在得罪了某心靈導師之後，他發現他的生命竟仰賴一株有一千片葉子的魔法樹，每一片葉子代表他這輩子剩下能說的一個字。於是，無可救藥的傑克不再說話並用其他不可取的方式與人溝通。

## 演員
| 演員          | 演員             | 角色          | 角色             | 備註 |
| 中文名        | 英文名           | 角色中文名    | 角色英文名       | 備註 |
| ------------- | ---------------- | ------------- | ---------------- | ---- |
| 艾迪·墨菲     | Eddie Murphy     | 傑克·麥考爾   | Jack McCall      |      |
| 嘉莉·華盛頓   | Kerry Washington | 卡洛琳·麥考爾 | Caroline McCall  |      |
| 卡拉·杜克     | Clark Duke       | 亞倫·懷斯柏格 | Aaron Wiseberger |      |
| 克利夫·柯蒂斯 | Cliff Curtis     | 辛傑大師      | Dr. Sinja        |      |

## 評價
根據《香港蘋果日報》2012年3月13日報導，《千言勿語》封塵四年後終於2012年3月9日正式在美國上映，影片不止突破性在影評網 爛番茄 得零分劣評，更僅收630萬美元（約4,900萬港元），與4,000萬美元（約3.12億港元）的成本相距甚遠，相信會令電影公司勁蝕。由於美國票房慘淡，香港代理發行電影商沒有安排電影於戲院上映， 只安排影碟發行。
截至2023年4月，本片在爛番茄列入該站整理的「有史以來最糟糕的100部電影」排行榜，在該榜單位居第4名，僅次於《出奇制勝》、《鬼鈴聲》、《末日迷蹤 (2014年電影)》。

## 外部連結
- 官方网站
- 互联网电影数据库（IMDb）上《千言勿語》的资料（英文）
- Box Office Mojo上《千言勿語》的資料（英文）